# توماس كونواي
توماس كونواي (بالفرنسية: Thomas Conway)‏ هو ضابط فرنسي، ولد في 27 فبراير 1735 في جزيرة أيرلندا في المملكة المتحدة، وتوفي في 1800 في جمهورية أيرلندا.

## وصلات خارجية
- توماس كونواي على موقع الموسوعة البريطانية (الإنجليزية)